# آسایش

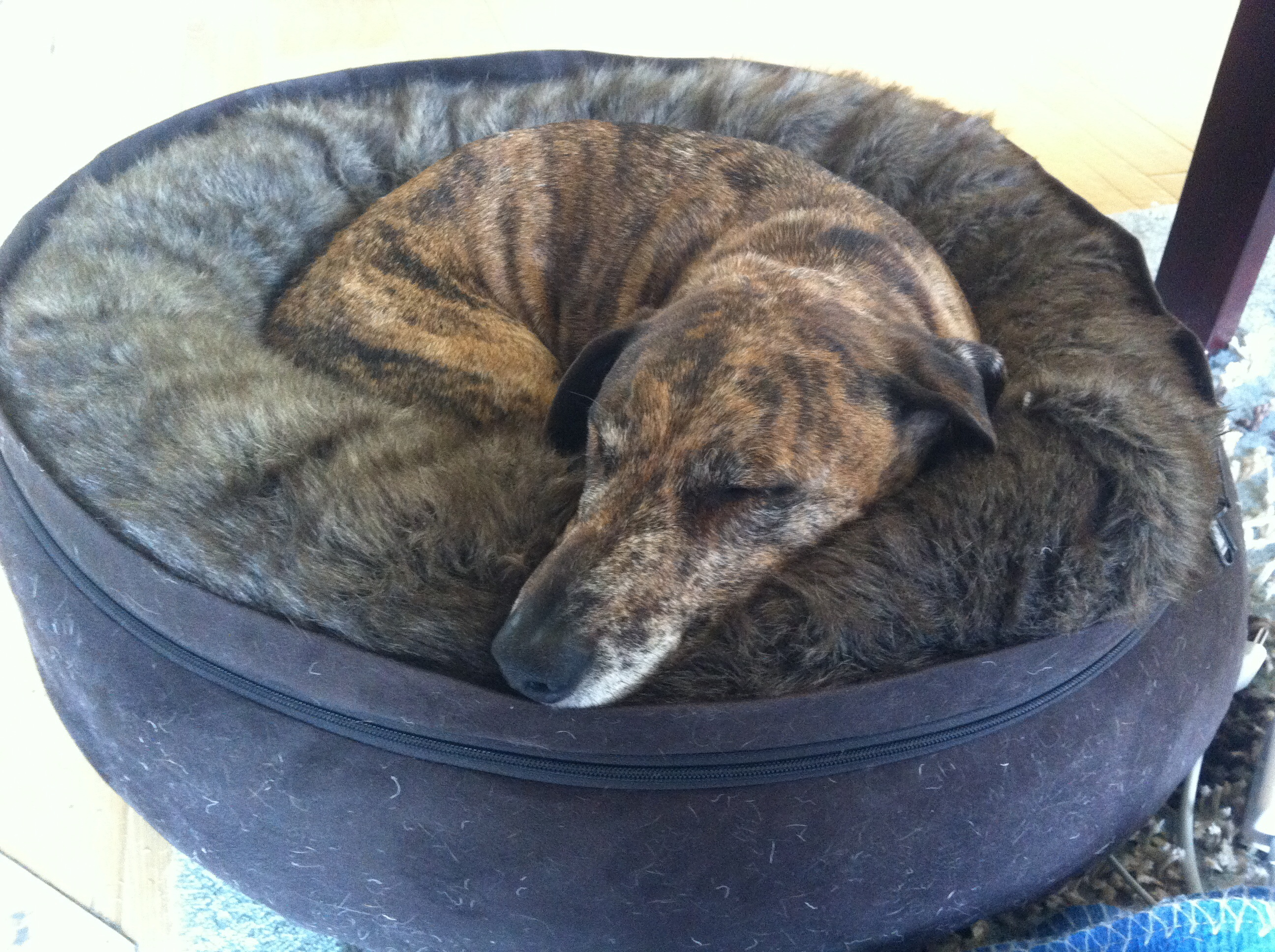
سگی در حال آسودن

آسایش یا راحتی حس بدنی یا روانی آسودگی‌ست که غالباً با فقدان سختی بازشناخته می‌شود. فرد فاقد آسایش ناراحت شناخته می‌شود. درجه‌ای از آرامش روانی را می‌توان با تجدید تجربه‌هایی مرتبط با خاطرات دلپذیر، مانند شرکت در فعالیت‌هایی که به آن عادت داریم ، بودن در کنار اشیایی که به آنها خو داریم  یا مصرف خوراکی‌هایی که به ما حس نوستالژیک می‌دهند کسب کرد. آسایش در مراقبت‌های بهداشتی اهمیت ویژه‌ای دارد، چرا که فراهم کردن راحتی برای بیمار یا مجروح یکی از اهداف بهداشت و درمان است و می‌تواند سبب تسهیل بهبود شود.